# Giorgi Kokhreidze
Giorgi Kokhreidze (en géorgien : გიორგი კოხრეიძე), né le 18 novembre 1998 à Tbilissi, est un footballeur géorgien, qui joue au poste d'attaquant au Torpedo Koutaïssi.

## Biographie

### En club

#### Saburtalo Tbilissi
Fils d'un lutteur, Giorgi Kokhreidze débute le football à l'âge de six ans. Il s'entraîne par la suite avec Iuza Tsilosani en Ibérie, avant de rejoindre le Saburtalo Tbilissi à l'âge de 14 ans.
Il dispute son premier match en professionnel avec le Saburtalo Tbilissi le 22 août 2015 face au Chikhura Satchkhere. Il inscrit son premier but le 22 novembre 2015 contre le Dinamo Zugdidi, qui permet au Saburtalo de s'imposer à la dernière minute du temps additionnel.
Le 10 juillet 2019, il dispute son premier match européen en qualification à la Ligue des champions face au Sheriff Tiraspol. Au cours de ce match remporté 3-0, Kokhreidze marque un but et distille une passe décisive.
Lors de la finale de Coupe de Géorgie le 8 décembre 2019 contre le Lokomotiv Tbilissi, il inscrit le premier but de la victoire 3-1, d'un lointain coup franc. Le 23 février 2020, il inscrit l'unique but de la finale de Supercoupe de Géorgie remportée face au Dinamo Tbilissi.
Le 18 juillet 2020, il se blesse à la fin d'un match contre le Lokomotiv Tbilissi, et ne fait son retour sur les terrains le 3 avril 2021 lors d'un match face au FC Telavi. Le 30 mai 2021, il se blesse au même genou que précédemment en Coupe de Géorgie.

#### Grenoble Foot
Le 10 juillet 2021, il signe un contrat de trois saisons en faveur du Grenoble Foot 38 en Ligue 2. Il dispute son premier match avec Grenoble le 24 septembre 2021 contre Rodez, en remplaçant Florian Michel à la 76e minute de jeu. Au mois d'octobre 2021, son entraîneur Maurizio Jacobacci souligne les difficultés d'intégrations de Kokhreidze, qui ne parle pas le français et qui ne comprend que peu l'anglais. Lors de sa première saison, il n'est titularisé qu'à une seule reprise, face au Havre le 3 décembre 2021.

#### Retour au Saburtalo
Il n'est pas utilisé lors de sa deuxième saison en Isère et fait son retour au Saburtalo Tbilissi.

### En sélection
Giorgi Kokhreidze dispute son premier match avec les équipes de jeunes géorgiennes le 26 octobre 2014 avec les moins de 17 ans contre le Liechtenstein dans le cadre des qualifications à l'Euro 2015. Entré en jeu à la place d'Irakli Bugridze à la 68e minute de jeu, il marque le but du 3-0 quatre minutes plus tard.
Avec les moins de 19 ans, avec qui il débute en septembre 2015, il dispute l'Euro 2017 organisé à domicile. Durant le tournoi, il participe à une victoire 2-1 contre à la Suède le 5 juillet 2017, marquant le premier but de la rencontre.
Il dispute son premier match avec les espoirs le 1er septembre 2017 contre la Pologne en qualifications à l'Euro 2019, en remplaçant Akaki Shulaia à la 68e minute de jeu. Il inscrit son premier but dans cette catégorie le 12 octobre 2018 lors d'une victoire 2-1 en Finlande. Le 15 novembre 2019, il marque un but au cours d'un match face à l'équipe de France espoirs (défaite 3-2).

## Style de jeu
Giorgi Kokhreidze peut évoluer à plusieurs postes, évoluant fréquemment au poste d'ailier, mais pouvant aussi jouer comme milieu offensif ou en soutien de l'attaquant. Il est réputé pour sa qualité de passes et sa vision du jeu.

## Palmarès
Saburtalo Tbilissi
| - Championnat de Géorgie (1) : - Champion : 2018. - Coupe de Géorgie (1) : - Vainqueur : 2019. |  | - Supercoupe de Géorgie (1) : - Vainqueur : 2020. - Finaliste : 2019. |